# District historique de La Villita
 (avril 2020).
Le district historique de La Villita, ou La Villita Historic District en anglais, est un district historique de la ville américaine de San Antonio, au Texas. Il est inscrit au Registre national des lieux historiques depuis le 20 janvier 1972.